# 疊石塘山超高樓項目風波

疊石塘山超高樓項目部分地段

疊石塘山超高樓項目風波，是指澳門路環疊石塘山的超高樓建築項目所引發的涉及環境保育、項目審批程序涉嫌違法以及欺詐情況的一系列事件。由於該項目被質疑涉及黑箱作業、官商勾結和利益輸送，以及會導致山體生態和景觀受到破壞而引起社會各界關注，有立法會議員、市民、法律學者、城市規劃委員會成員和保育人士表示擔憂，另一方面，一些官委議員、有澳門江門同鄉會背景的直選議員、江門同鄉會成員等人士則對該項目表示支持。
2018年2月6日，廉政公署發布《關於路環疊石塘山建築項目的調查報告》，報告指出：「項目地段業權在以遺產繼承方式轉移的過程中存在諸多疑點，不排除有人利用司法程序，冒充業權人後人非法獲得土地；在測量地界及發出地籍圖的過程中，存在明顯的錯誤甚至欺詐的情況」，持有該土地的勝鴻公司隨即在數份報章刋登嚴正聲明，強調是從合法途徑取得有關土地，又透露公司的主要股東為在香港上市的保利置業集團有限公司，而保利置業的母公司是中華人民共和國國務院國有資產監督管理委員會管理的大型中央企業，經國務院和中央軍委批准組建。2月7日，廉政公署方面表示勝鴻公司在某程度而言是事件中的受害者，中央政府支持特區政府依法施政，具體工作則完全由廉署調查，沒有任何其他人員及機構介入。

## 地區背景

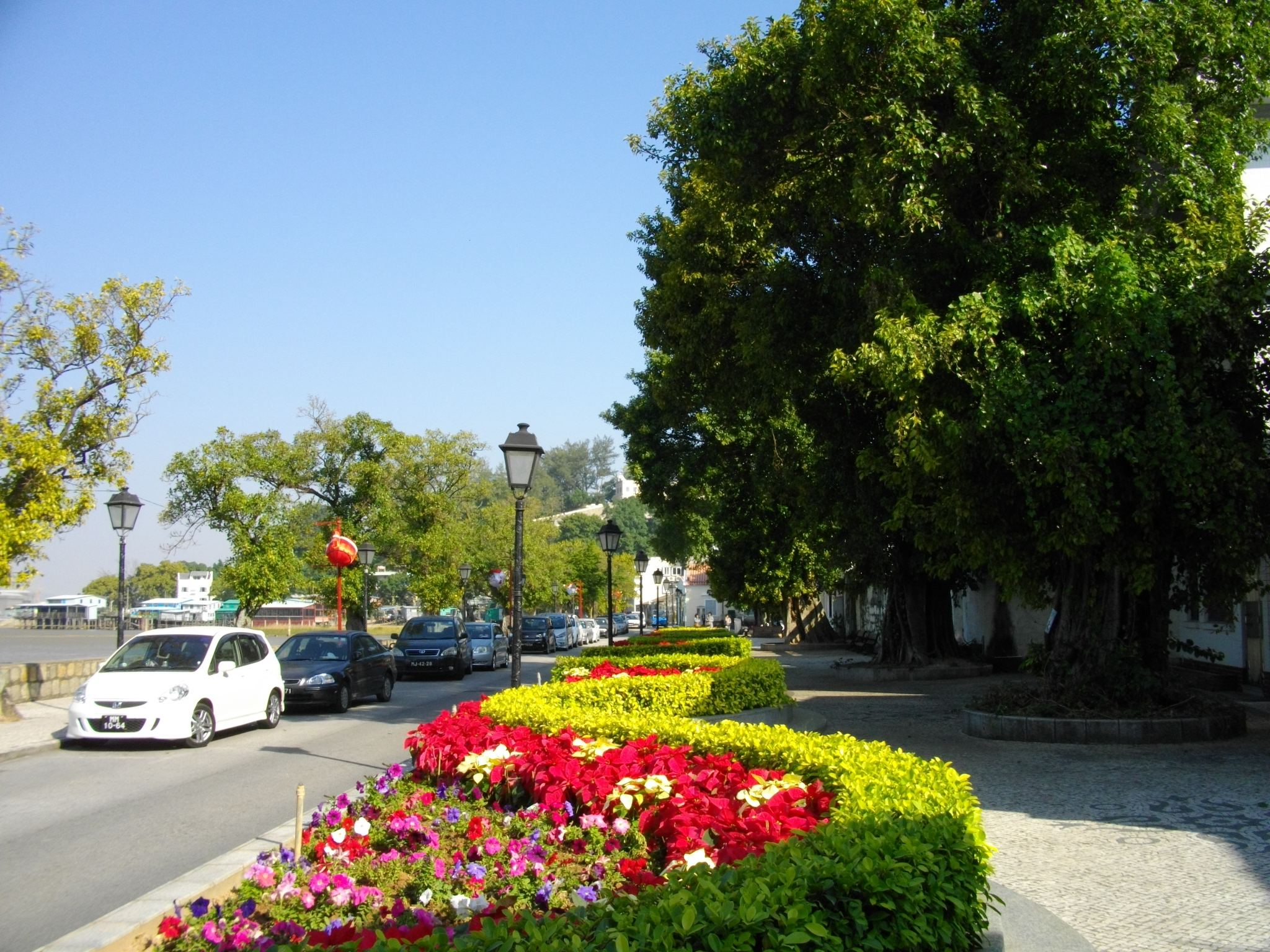
路環有「澳門最後一片綠色淨土」之稱

路環有「澳門最後一片綠色淨土」及「澳門市肺」之稱，是澳門在現代急速發展下僅餘的綠化帶，政府早年曾經訂立了路環是「最後防線」，不能夠在當地興建娛樂場。2009年1月，時任中华人民共和国副主席習近平視察澳門時曾表示，「香港和澳門的規劃各有特色，要隨著變化而不斷完善，處理好當前及未來的問題，為發展適度多元化留下空間。另外，也要處理好保護與開發之間的關係，要保護中有開發，開發中有保護，就如路環列為生態保護區般。」

## 事件經過
1999年8月，工務部門應以1.5億元於1993年購得涉事土地的「中輝地產置業投資有限公司」的申請，發出標示編號6150的土地的街線圖，只容許業權人沿田畔街和石排灣馬路興建高度不超過20.5米的七層樓宇，最大海拔高度不能超過33.4米。2004年5月，中輝公司和「勝鴻發展有限公司」簽署買賣公證書，以8800萬元轉售該土地，該公司的股東之一為中國人民政治協商會議全國委員會澳門地區委員、澳門江門同鄉會創會人蕭德雄。
至2009年，土地工務運輸局發出的街線圖把土地分為三個部分，其中近石排灣馬路的部分樓宇被放寬最大許可高度為海拔80米，靠近田畔街的部分屬工務局行政指引的規劃範圍，樓宇最大許可高度只有8.9米。2011年，工務局發出項目的新街線圖不再因應地勢分區控制樓宇高度，13座樓宇的高度全部放高為海拔100米。
2013年1月30日，涉事土地被發展商大面積裝設圍板，引起關注，土地工務運輸局在回答傳媒提問時表示，該幅土地為私家地，在澳葡時代已批出，地段可起樓高100米內的樓宇。

### 路環機槍堡事件
2013年2月，「澳門政法學會」在報章刊登評論，倡導「帶有濃厚殖民地色彩的軍事設施應拆除」，認為處於路環疊石塘山腳的一個軍事哨站機槍堡應予以拆除。事件引發爭議，有聲音質疑相關人士是否企圖掀起新一輪「文化大革命」浪潮，又反問大三巴、大炮台等是否也該予拆除。有文化保育人士則指出機槍堡是葡萄牙人在1940年代初作為抵抗日軍海路入侵路環而建的僅存三個哨站之一，極具保留價值。「澳門歷史學會」理事長陳樹榮認為那機槍堡應該是文物建築，值得保留下來，對於政府聲稱那個機槍堡所在的地段是私家地，他質疑：「究竟那裡是不是私家地呢？既然那裡已建哨站，為何會是私家地呢？歷史上可能原是公地，但如何變成私家地呢……我也希望弄清楚那片私家地的來歷。」他又指出，四十多年前的時任澳門總督李安道把路環列為自然保護區，不允許興建太多摩天大樓，亦不允許破壞山體。後來疊石塘山腳的土地開始被加封圍板，當局聲稱土地早已批給作為私人發展項目，而工務局亦許可興建海拔一百米的樓宇，地積比八倍。

### 高樓項目事件發酵
澳門民主派議員吳國昌要求政府公開交代「縱容發展商破壞山體來興建豪宅的合理性」，並促請當局在審批時，必須顧及和維護本澳僅存的山體資源。2013年3月，身兼中國人民政治協商會議全國委員會澳門地區委員的疊石塘山腳地段發展商、澳門江門同鄉會創會人蕭德雄在回應傳媒時說：「石排灣十個山都炸光來建公屋，是不是政府可以放火，庶民放火就不行？環保沒有國界，沒有標準！」他又以「高樓到處都有，破壞的不是只有我一個」為理由，認為政府會「依法辦事」，又表示不擔心社會給壓力，又重申「將堅定不移發展」。議員關翠杏質疑蕭德雄的說法，她指出石排灣公屋群地段原本已屬開採石礦場之地，加上公屋涉及公眾利益，質疑是否能與私人土地發展項目相提並論。
2016年2月，「江門同鄉會民生關注組」召集人陳溥森指，發展商申請「合法合程序」，而且完全配合政府要求，他又稱讚澳門文化局、工務局等部門在該次項目的把關工作做得好，又支持發展商沒有必要公開環保報告以及發展規劃。陳溥森不認為自己在袒護發展商，即該會的創會會長蕭德雄，他說：「就算他賺一萬億，也和我們沒有關係！我們同鄉對於民生事務是該出聲的時候就出聲！」
2016年3月，運輸工務司司長羅立文表示「工務局依法審批疊石塘超高樓項目，至於放高百米是否合理則是另一回事，但批出的街線圖就有效，除非街線圖失效，否則看不到有何方法可以叫停項目。」他說︰「批則過程與司長無關，即是不用司長批准，全部由工務局負責。」他又稱，業權人已入信表示不同意公開環評報告，當局亦無權公開。新任環保局局長譚偉文亦不願公開當局的技術意見。
於2016年3月的立法會口頭質詢大會上，數名商界及官委議員如蕭志偉和劉永誠支持特區政府依法審批該項目，表示不能夠因為社會有不同意見就違反「依法施政」的「核心價值」。有江門同鄉會背景的議員亦對該項目表示支持，江門同鄉會副會長兼立法會議員鄭安庭說︰「發展商一切依法申請，如果有不依法的情況，早就應該被捕了。因為環評報告，發展商拖了三年。」同為副會長的議員麥瑞權亦表示，依法辦事是核心價值，社會不應有太多意見，至於開挖山體、破壞環境的問題，他表示綠化環境除了大自然可以自己修復之外，亦可以人為修復。議員關翠杏則反駁︰「整個社會都不會因為保護環境就要求政府不依法，現時正是因為政府有的做法似乎不依法，所以社會才有這麼多爭議。」

## 廉政公署報告

相關地段的正確位置是恩尼斯總統前地附近（紅圈示），而非疊石塘範圍之內（右上角注明之地段），且面積也不是5萬多平方米，最多僅有數百平方米。

2018年2月6日，廉政總署發布《關於路環疊石塘山建築項目的調查報告》，指出「項目地段業權在以遺產繼承方式轉移的過程中存在諸多疑點，不排除有人利用司法程序，冒充業權人後人非法獲得土地；在測量地界及發出地籍圖的過程中，存在明顯的錯誤甚至欺詐的情況」，又批評工務局容許發展商興建百米高大樓的做法，明顯違反行政指引訂定的規劃條件，同時又批評環保局及民政總署只憑發展商提供的資料作出評估，最終卻全盤認可項目的環境、景觀、綠化等方面的評估。疊石塘山項目的53,866平方米的山體，應該仍屬於國有土地，發展商由業權人購入的土地，其實最多僅有幾百平方米，且不在山體範圍之內，政府應透過適當的程序及渠道收回有關土地。

### 部分疑點

#### 土地業權取得過程存疑
疊石塘山建築項目地段的物業標示編號為6150，自1903年起登記的業權人一直是Chui Lan。1991年7月，路環居民黃潭勝和黃德興委託律師李伯樂向法院提起確認繼承人資格的訴訟，聲稱他們是祖父Vong Tam Kuong（又名Choi Lan）的唯一繼承人，要求繼承標示編號6150的土地。1992年4月2日，法院在聽取兩人指定的證人的證詞之後，宣判二人是Vong Tam Kuong（又名Choi Lan）的繼承人；根據法院的判決，兩人向物業登記局申請將標示編號6150的土地轉名，最終以繼承人的名義取得了土地業權。
廉署報告指出，透過當年的公證書和“紗紙契”發現，Vong Tam Kuong的中文名是黃譚光，Chui Lan的中文名是崔霖，一個人同時姓崔和黃不符合中國人的姓氏習慣；就算是Vong Tam Kuong又名Choi Lan，也沒有任何證據證明就是物業登記中的業權人崔霖。另外，根據民事登記局的婚姻登記資料，黃潭勝的妻子是周珠，但他在訴訟中聲明其妻子為何鳳明；在向法院遞交的起訴狀中，黃潭勝和黃德興聲稱祖母是陳氏，但是黃潭勝的出生登記顯示其祖母是何氏，而最後在法院的判決書中二人的祖母又變成了崔氏。廉署認為在訴訟程序中，黃潭勝和黃德興聲明的內容與民事登記資料不符，違反了民事身份的事實只能以民事登記為依據，不得以其他證據推翻的法律規定。雖然黃潭勝和黃德興分別於1995年和1999年去世，但是已經在1993年10月將該幅土地以澳門幣一億五千萬元出售給中輝地產置業投資有限公司。

#### 土地的位置及面積存疑

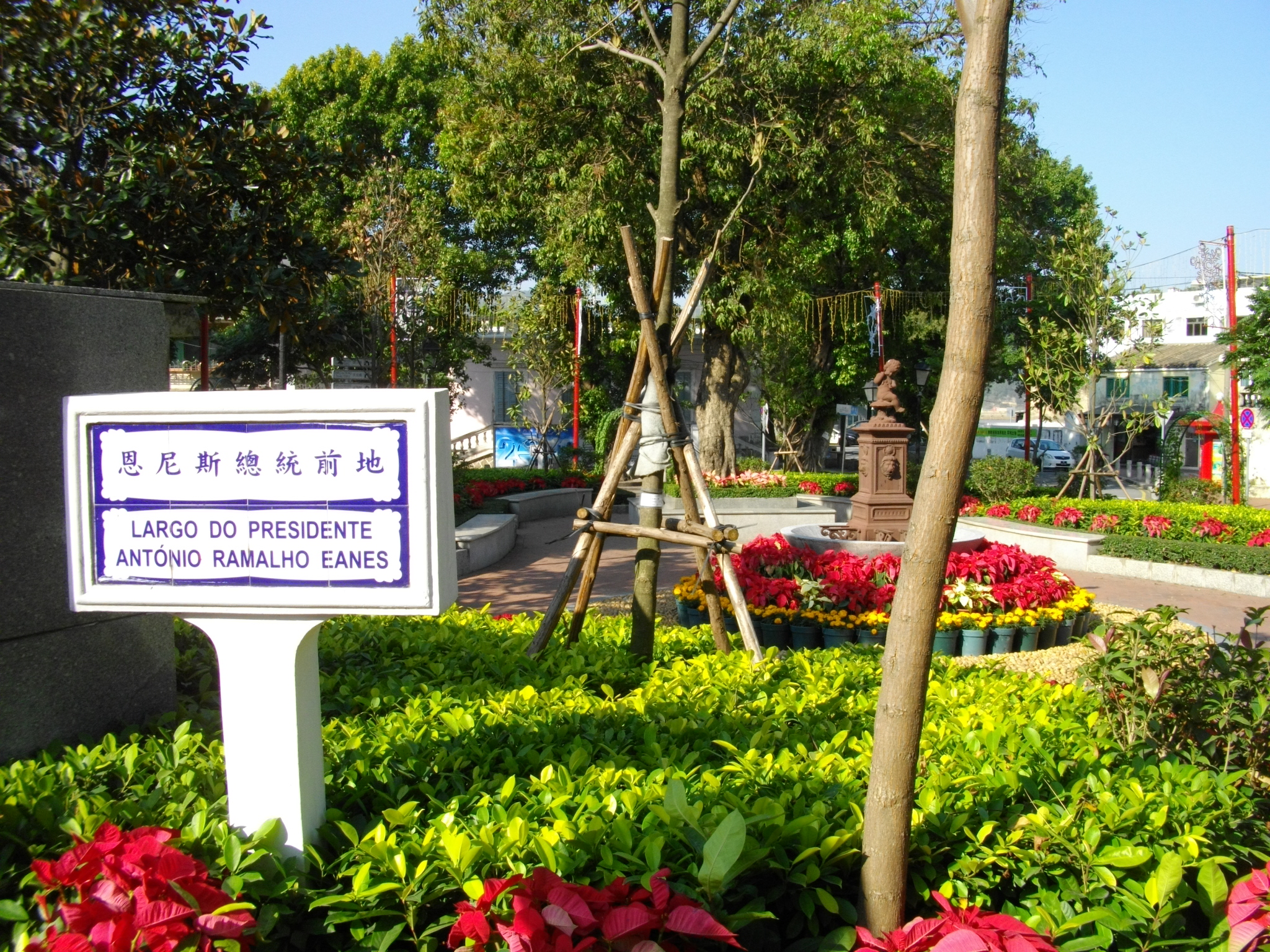
恩尼斯總統前地

廉署報告亦將矛頭指向政府部門。1999年8月，當時的工務部門規定業權人只能沿田畔街和石排灣馬路，興建高度不超過20.5米的七層樓宇，最大海拔高度不能超過33.4米。然而到了2009年，工務部門公布的「路環舊市區詳細建設規劃」，卻把疊石塘山部分剔除在外，當時官方沒有公布原因。2009年12月，工務局發出街線圖，同時將地段分為三部分：靠近石排灣馬路的部分樓宇最大許可高度為海拔80米；靠近田畔街的部分，樓宇最大許可高度為8.9米，靠近高頂馬路和陸軍路的疊石塘山地只能建9米高的獨立別墅，建築物周圍須作綠化處理。到了2011年4月，當局發出新街線圖，不再因應地勢分區控制建築物高度，樓宇最大許可高度全部為海拔100米，廉署認為工務局的做法，明顯違反行政指引訂定的規劃條件。
根據文化局向廉署提供的資料，項目內的軍事碉堡屬1884年建造的路環砲台的輔助軍事設施，在1903年應該已經存在。假如當年Chui Lan（崔霖）購買的土地真的位於疊石塘山，那當中的軍事碉堡無論是在購買前還是在購買後興建都違反常理。
1994年7月，律師李伯樂在房屋稅申報表中將土地的方位從「東北為田畔街」改為「西北為田畔街」，雖然是一字之差，但已經達到將土地「跨越」田畔街並「轉移」至疊石塘山的效果。廉署指出，業權人百年前購入的地段並不在疊石塘範圍之內，正確位置是恩尼斯總統前地附近，且面積也不是5萬多平方米，最多僅有幾百平方米。

#### 環境綠化評估欠法律依據
廉署發現，環境保護局和民政總署進行的評估僅有發出指引且沒有明確的法律規範，由於欠缺相應的法定權限，因此提出的環保、景觀、綠化等方面的技術意見，對建築項目的申請和工務局的審批並沒有約束力，對於發展商是否落實環境評估報告等專業報告所承諾的條件，由於無法進入地段實地考察或確認，只能根據發展商提供的資料進行評估。

## 回應
就廉署報告內容，涉事的勝鴻公司在數份報章刋登嚴正聲明，強調是從合法途徑取得有關土地，所有情況均合情合理合法，聲明中又透露公司的主要股東為在香港上市的保利置業集團有限公司。保利置業是「中國保利集團有限公司」屬下的上市房地產平台，根據該集團的官方網站，保利集團屬於中華人民共和國國務院國有資產監督管理委員會管理的大型中央企業，經國務院和中央軍委批准組建，有中國軍方背景。同年2月7日，廉政專員張永春表示，勝鴻公司在某程度而言是事件中的受害者，中央政府支持特區政府依法施政，又表示具體工作則完全由廉署調查，沒有任何其他人員及機構介入。
2018年12月，運輸工務司司長羅立文及工務局長李燦烽在立法會施政辯論上被直選議員蘇嘉豪問何時收回相關地段，李燦烽指路環田畔街地段已標示為國有土地，會按照《土地法》的程序來執行，而羅立文表示當局一定會收回相關土地，又表示在相關土地上一定不能興建任何東西。

## 後續

### 政府跨部門收回土地
2019年9月11日，鑑於自願遷離期限屆滿而相關土地尚未交還，澳門特區政府跨部門跨部門聯合行動，騰空並收回該幅土地，未來將做有效利用。土地外圍由圍板及圍網圍封，內裡存有貨櫃及雜物等。土地工務運輸局於同年5月中向相關利害關係人發出勒遷通知書，要求相關利害關係人於限期內騰空並交還土地。

### 廉署揭發賈利安和李燦烽涉貪
2021年12月下旬，澳門廉政公署公佈偵查一宗貪污賄賂案件中，揭發土地工務運輸局前領導涉嫌親身及透過親屬收受商人巨額利益，在任職期間濫用職權，不法審批多宗建築項目申請，其後經證實為第二任土地工務運輸局局長李燦烽本人。
2022年1月13日，澳門廉政公署公佈再針對該局另一前領導涉嫌受賄及清洗黑錢案採取調查行動，並將案件移送檢察院處理，其後經本地傳媒證實為澳門回歸後首任土地工務運輸局局長賈利安本人，目前賈利安藏匿外地多時，至今仍未返回澳門，有傳至已返回家鄉葡萄牙定居。論盡媒體在同年2月發佈紙本中提到，賈利安亦涉及該事件進行貪污和利益輸送行為，廉署在2018年公佈相關調查報告中已認定工務局放高有關建築項目是違法行為。

## 外部連結
- 關於路環疊石塘山建築項目的調查報告 （页面存档备份，存于）
- 疊石塘山事件簿 （页面存档备份，存于）
- 律師將「東」改「西」 一字之差便將土地「放大」「飄移」至疊石塘山地（圖） （页面存档备份，存于）